# Erdöl-Erdgas-Museum Twist

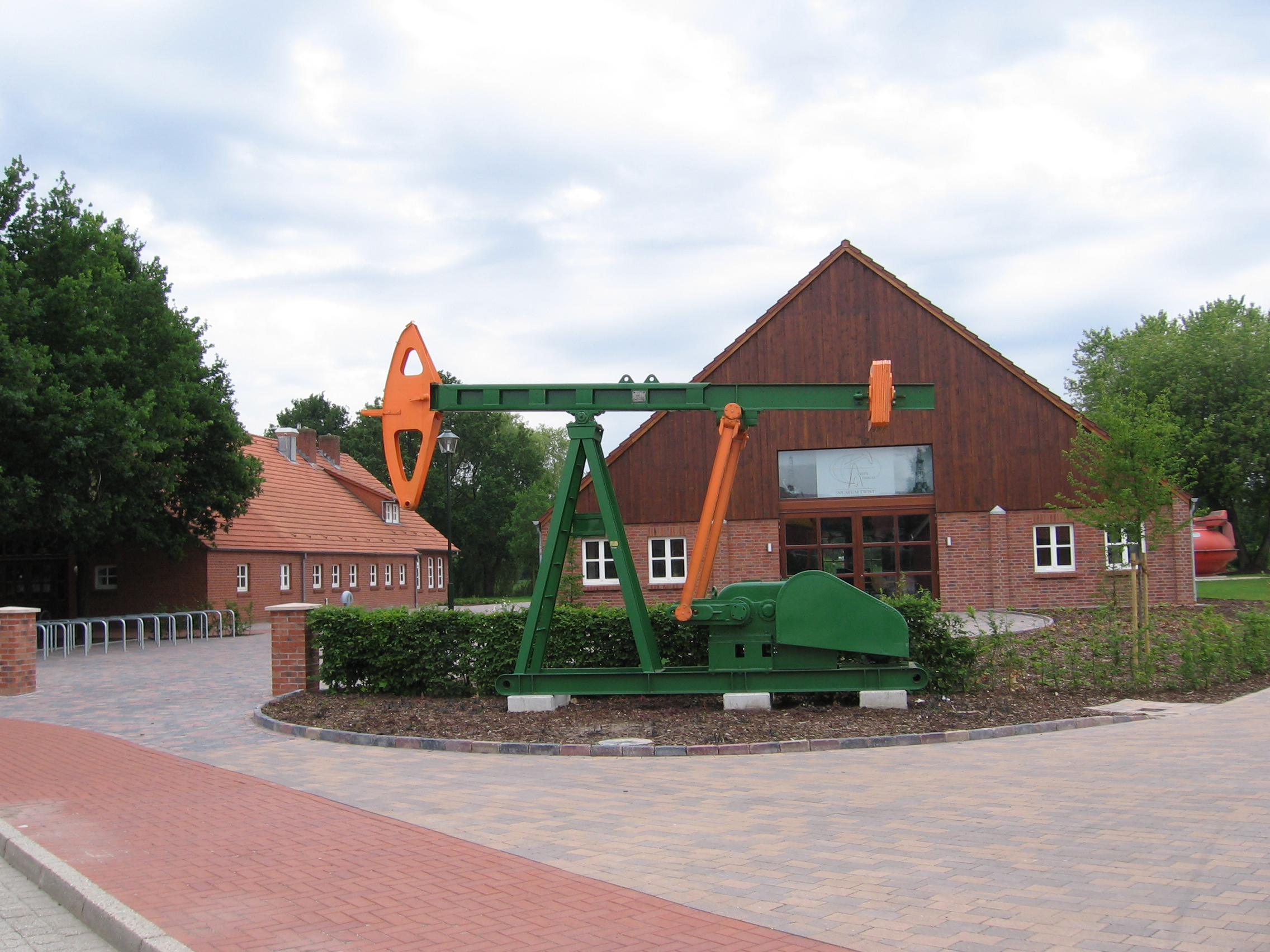
Erdöl-Erdgas-Museum Twist mit einer typischen Ölpumpe, umgangssprachlich oft Kopfnicker genannt, wie sie in Twist eingesetzt werden.

Das Erdöl-Erdgas-Museum Twist ist ein Museum im emsländischen Twist, das sich mit der Förderung und der Verarbeitung von Erdöl und Erdgas befasst.

## Geschichte
Bei Bentheim traf 1938 eine Aufschlussbohrung Erdgas an. Anfang 1942 fand man mit der Bohrung LINGEN 2 bei Dalum Erdöl in wirtschaftlich förderbarer Menge. Aus diesen Anfängen entwickelten sich die Landkreise Emsland und Grafschaft Bentheim sowie die benachbarte niederländische Provinz Drenthe zu einer bedeutenden europäischen Förderregion für Erdöl und Erdgas.
Auf Basis der geschichtlichen Verbundenheit der Region mit der Erdölförderung entstand die Idee zur Entwicklung eines Museums. Im Rahmen des dezentrales Museumskonzept des Landkreises Emsland bekam Twist 1994 die Zusage für den Aufbau eines Museums über Erdöl und Erdgas.
Im Jahr 1999 wurde das Erdöl-Erdgas-Museum Twist gegründet. Zunächst war das Museum in den Kellerräumen des Heimathauses Twist untergebracht. Mit Fertigstellung des Museumsneubaus konnte 2009 der Umzug und die Wiedereröffnung vollzogen werden.

## Das Museum
Das  Museum, dessen Träger der Heimatverein Twist e.V. ist, liegt mitten in den flächenmäßig größten Erdölfeldern Deutschlands. 2009 konnte es in einen Neubau umziehen, der äußerlich den benachbarten Heimathäusern angepasst ist. Ein Fachdesigner konzipierte die Innengestaltung für dieses technische Museum, in dem auf 450 m² in zwei Ebenen die Objekte präsentiert werden. Die obere Galerie kann für Sonderausstellungen genutzt werden. Im Freigelände am Museum sind große Anlagenteile aus dem Erdöl-Erdgas-Betrieb zu besichtigen.
Das Museum verfügt über einen Vortragsraum mit Medienpräsentation sowie über eine Fachbibliothek. Es ist behindertengerecht eingerichtet.
Neben den visuellen Ausstellungsstücken und Erläuterungstafeln stehen auch Audioguides als elektronische Führer zur Verfügung. Gewählt werden kann zwischen einer Kurzführung von ca. 40 Minuten oder ausführlichen Langführung von etwa zwei Stunden. Für niederländische Besucher sind kurzgefasste Erläuterungstafeln in niederländischer Sprache an den Objekten angebracht.
Zur Sonderausstellung Aufgetaucht – Erdgas aus Russland im November 2011 wurden original Rohre der Nord-Stream-Pipeline enthüllt und als Dauerausstellungsstücke dem Museum übergeben. Die Rohre des wurden vom Pipelinebetreiber Nord Stream zur Verfügung gestellt. Die Rohre sind an gegenüberliegen Ufern des Schulsees (direkt neben dem Museum) aufgestellt. Der Schulsee symbolisiert die Ostsee, an seinem Nordufer liegt das russische Wyborg, am Südufer das deutsche Lubmin. Die Stahlrohre wiegen pro Meter eine Tonne.
Das Museum ist mit dem Gütesiegel familienfreundliches Museum zertifiziert worden. Es ermöglicht Kindern zu Spielen, während die Eltern die Museumsausstellung und das Außengelände erkunden.